# Paola Durante
Paola Durante Ochoa (Montevideo, Uruguay, 17 de abril de 1975) es una presentadora de televisión y modelo uruguaya, conocida por estar implicada en el caso Stanley.
Ha dado diversos testimonios en torno al caso de Paco Stanley en diferentes medios de comunicación y redes sociales 
Posee un canal de YouTube, donde presenta la serie de entrevistas titulada La verdad Durante el silencio en donde ha entrevistado a personas implicadas en el caso, como el chofer de Paco Stanley.
En 2024 anuncia su retiro de la televisión.

## Biografía
Durante nació en Montevideo, Uruguay el 17 de abril de 1975, hija de Silvia Ochoa y prima de Bárbara Mori. Emigró a México desde la infancia y a finales de los años noventa, hizo el casting para el programa de Paco Stanley, luego de su cambio de televisora, de Televisa a Televisión Azteca, formando parte del grupo de edecanes del programa Una tras otra, en diciembre de 1998.
El 7 de junio de 1999, Stanley fue asesinado mientras Durante estaba de compras en una tienda departamental al sur de la Ciudad de México, siendo enjuiciada por los medios de comunicación. El presentador estaba saliendo de un restaurante al sur de la ciudad.
Dando fin al programa que había estado al aire durante 6 meses, 2 meses después, el 2 de septiembre de 1999, se le dictó auto de formal prisión, junto a Mario Bezares, José Luis Rosendo Martínez, Jorge García Escandón y Erasmo Pérez Garnica.En el año y medio que estuvo en prisión conoció a Sara Aldrete «La Narcosatánica», de quien se convirtió en protegida.
En 2002 regresó a Televisión Azteca como reportera, formando parte del elenco del programa matutino Con sello de mujer con Anette Cuburu y Maggie Hegyi, programa que duró cinco años al aire, concluyendo en 2007. En el año 2006 participó en la obra mexicana La Cenicienta, sustituye a la cantante Aranza quien estaba participando en Desafío de estrellas. Tras el fin de dicho programa, Durante se dedicó a otros proyectos, entre ellos, el modelaje erótico, posando como playmate para la empresa Playboy. Formó también parte de la revista H extremo en 2015.
En 2019 lanzó su libro autobiográfico llamado No es color de rosa.En 2021 fue absuelta de todos los cargos penales que había obtenido.
En 2024, en el vigesimoquinto aniversario de su encarcelamiento, lanzó su canal de YouTube y fue contratada por Televisa para ser participante en el programa de telerrealidad La casa de los famosos México, segunda temporada, junto a Bezares, donde resultó la primera eliminada.

## Filmografía

### Televisión
TV Azteca
- Una tras otra (1998-1999) ... Edecán
- Con sello de mujer (2002-2007) ... Reportera

Estrella TV
- Mi sueño es bailar (2013) ... Participante

Televisa
- La casa de los famosos México 2 (2024) ... Participante - 1.a eliminada
- Las estrellas bailan en Hoy (2024) ... Participante - 4.a eliminada[14]

Otras apariciones
- Tras las rejas (2013) ... Entrevista[15]
- El minuto que cambió mi destino (2017) ... Entrevista